# Liste von Schiffen mit dem Namen Chimborazo
Chimborazo wurde als Schiffsname von mehreren Schiffen geführt. Der Name leitet sich vom gleichnamigen Vulkan Chimborazo ab, dem höchsten Berg Ecuadors. Die Schreibweise wurde nicht immer korrekt übernommen.

## Schiffsliste
| Bezeichnung | Schiffsart  | Baujahr | Bauwerft | Eigner                 | Dienstzeit | Verbleib    |
| ----------- | ----------- | ------- | -------- | ---------------------- | ---------- | ----------- |
| Chimborazo  | Segelschiff | 1851    |          | Reederei Palmer        |            |             |
| Chimborazo  | Dampfschiff | 1880    |          | Orient Australia Linie |            |             |
| Chimborazo  | Segelkutter |         |          |                        |            | abgebrochen |